# Relitto del Titanic

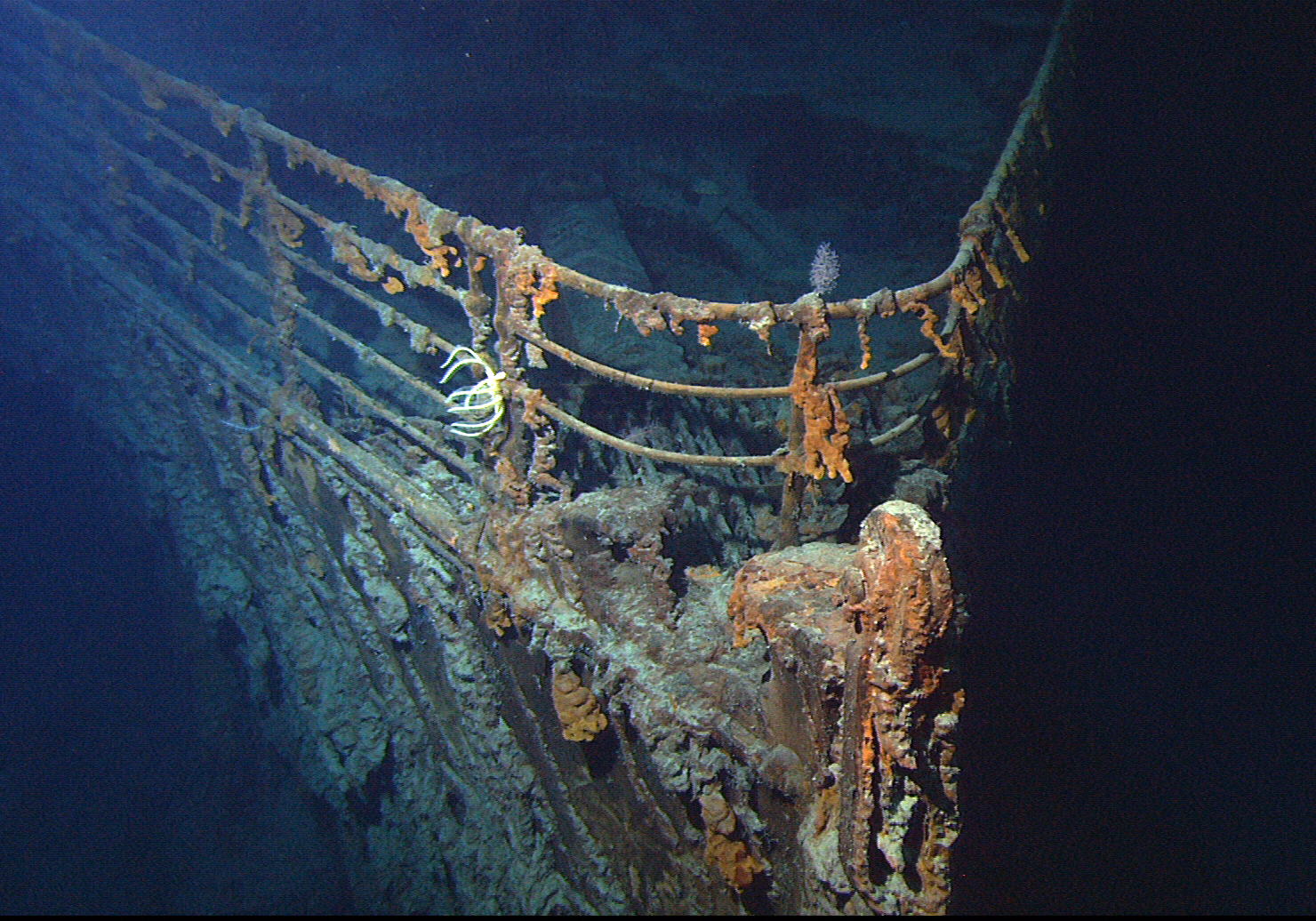
Prua del Titanic, fotografata nel 2004.

Il relitto del  Titanic è ciò che rimane del transatlantico britannico RMS Titanic, affondato nella notte tra il 14 e il 15 aprile 1912 mentre eseguiva il suo viaggio inaugurale, a seguito dell'impatto contro un iceberg. 
Venne scoperto il 1º settembre 1985 durante una spedizione guidata dal ricercatore Robert Ballard. 

## Scoperta
Il desiderio di trovare il relitto del Titanic nacque già poco dopo l'affondamento, ma nessun tentativo venne compiuto per diversi decenni. I primi a tentare di localizzare il relitto furono D. Michael Harris e Jack Grimm, senza successo. Le loro spedizioni riuscirono però a produrre una mappatura abbastanza dettagliata dell'area in cui la nave era affondata. Era chiaro che la posizione segnalata nelle richieste di soccorso del Titanic era imprecisa, e ciò rappresentava una delle maggiori difficoltà della spedizione perché aumentava le già ampie dimensioni dell'area di ricerca. 
Le informazioni raccolte dalle spedizioni precedenti vennero utilizzate da Robert Ballard per tentare l'impresa. Egli utilizzò una nuova tecnologia chiamata "Argo / Jason": si trattava di un sottomarino controllato a distanza chiamato Argo, dotato di sonar e telecamere, collegato ad un robot chiamato Jason, che poteva raccogliere eventuali campioni. Le immagini catturate dal sottomarino venivano trasmesse a una sala di controllo sulla nave dei ricercatori, chiamata Knorr.
Dopo una settimana di ricerche infruttuose, alle 12:48 di domenica 1º settembre 1985, sui monitor della Knorr iniziarono a comparire alcuni detriti. Il primo ad essere identificato fu quello di una caldaia, identica a quelle visibili nelle immagini del Titanic risalenti al 1911. Il giorno seguente venne individuata la parte principale del relitto, rendendo quindi possibile visualizzare le prime immagini del Titanic a 73 anni di distanza dal suo affondamento.

## Spedizioni successive

### 1986 - 1998
Ballard tornò al Titanic nel luglio del 1986 a bordo della nave da ricerca RV Atlantis II.
Tra il 25 luglio e il 10 settembre 1987, una spedizione organizzata dalla IFREMER e da un consorzio di investitori americani, che comprendeva George Tulloch, G. Michael Harris, D. Michael Harris e Ralph White, ha effettuato 32 immersioni sul relitto utilizzando il sommergibile Nautile. Sono stati recuperati e portati a terra più di 1800 oggetti.
IFREMER e RMS Titanic Inc. tornarono sul relitto con il sommergibile Nautile e il ROV Robin nel giugno 1993. Nel corso di 2 settimane, Nautile effettuò quindici immersioni della durata compresa tra otto e dodici ore ciascuna. Altri 800 artefatti sono stati recuperati durante questa spedizione, inclusi un pezzo da due tonnellate di un motore, una scialuppa di salvataggio e una valvola di sfogo del vapore situata sulla prua della nave.
Tra il 1993 e il 2000, RMS Titanic Inc. ha effettuato una serie intensiva di immersioni che hanno portato al recupero di moltissimi oggetti, oltre 4000 oggetti solo nelle prime due spedizioni. Durante una spedizione nel 1996 venne tentato di sollevare una sezione della nave, pesante oltre 20 tonnellate. Poco dopo aver iniziato il recupero, le corde che sostenevano il carico si ruppero a causa del maltempo e non si poté continuare con le operazioni.
Questo tentativo di recupero venne fortemente criticato da archeologi marini, scienziati e storici, che lo considerarono solo una trovata pubblicitaria che avrebbe esclusivamente danneggiato il relitto.
Un secondo tentativo di sollevare lo stesso frammento, questa volta riuscito, è stato effettuato nel 1998.

### Anni 2000

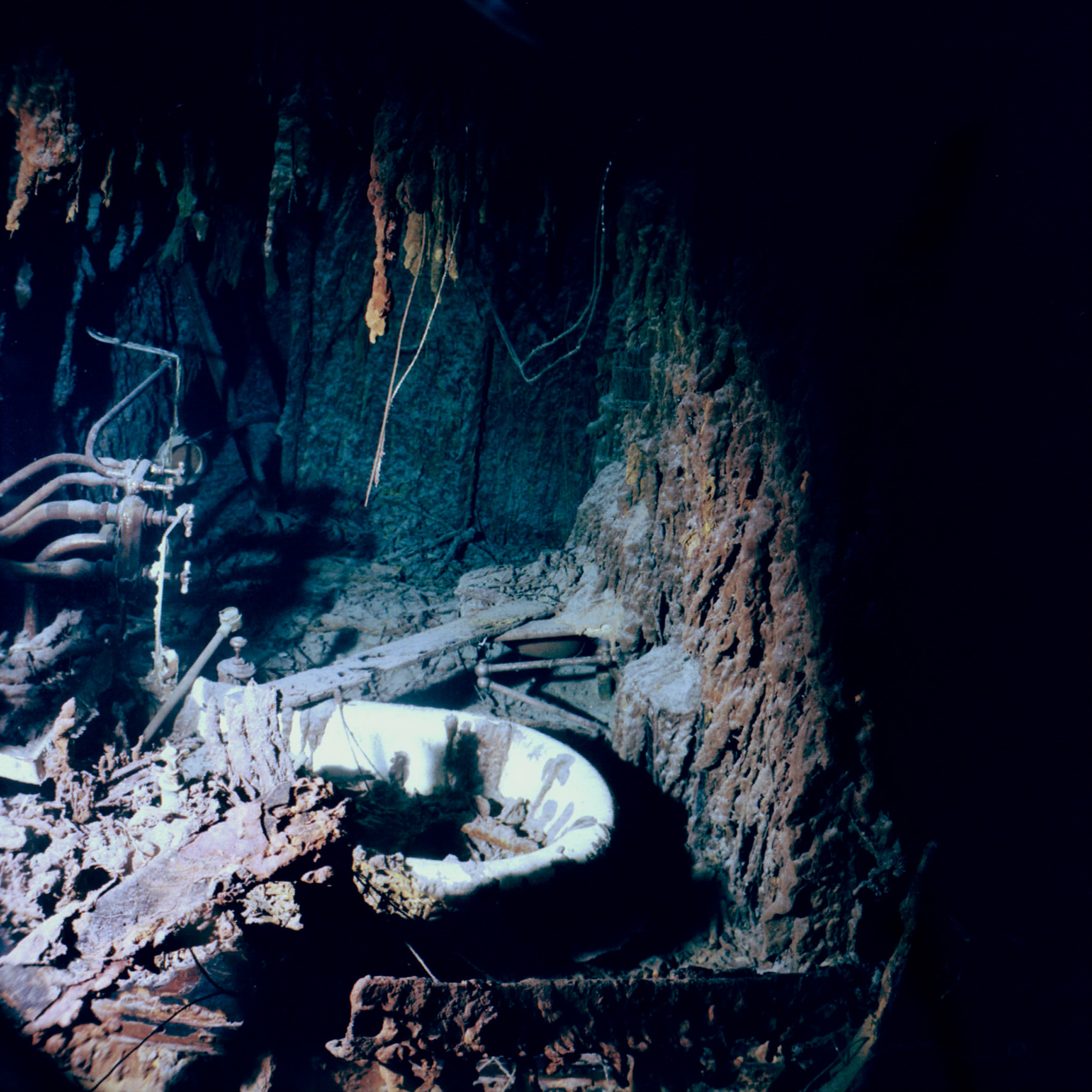
Il bagno parzialmente crollato del capitano Edward Smith, con la vasca ora piena di rusticles.

Nel 2001 una coppia americana, David Leibowitz e Kimberly Miller, ha causato diverse polemiche celebrando il proprio matrimonio a bordo di un sommergibile che si è posato sulla prua del Titanic, allo scopo di replicare la famosa scena interpretata da Leonardo DiCaprio e Kate Winslet nei ruoli dei due innamorati Jack e Rose nel film Titanic di James Cameron del 1997. Il matrimonio era essenzialmente una trovata pubblicitaria, sponsorizzata da una compagnia britannica chiamata SubSea Explorer che aveva offerto un'immersione gratuita presso il Titanic, che Leibowitz aveva vinto.
Nel 2003 e 2004 la National Oceanic and Atmospheric Administration ha effettuato due spedizioni presso il relitto della nave. Durante la prima, effettuata tra il 22 giugno e il 2 luglio 2003, vi furono quattro immersioni in due giorni. I suoi obiettivi principali erano valutare le condizioni attuali del sito del relitto e svolgere osservazioni e ricerche scientifiche. Venne esaminata in particolare la sezione di poppa, che in precedenza aveva ricevuto relativamente poca attenzione da parte degli esploratori. Fu dedicata attenzione anche ad alcuni microbi presenti sulle lamiere del relitto. Alla seconda spedizione, effettuata dal 27 maggio al 12 giugno 2004, partecipò anche Robert Ballard, quasi 20 anni dopo aver scoperto il relitto. La spedizione trascorse 11 giorni sul sito, effettuando mappature ad alta risoluzione utilizzando video e immagini fisse stereoscopiche.
La compagnia RMS Titanic Inc. ha organizzato ulteriori spedizioni sul Titanic nel 2004 e nel 2010, quando è stata prodotta la prima mappatura completa dell'intero campo di detriti. Due veicoli subacquei autonomi scandagliarono ripetutamente il campo di detriti, acquisendo scansioni sonar e oltre 130.000 immagini ad alta risoluzione. Ciò ha consentito di creare per la prima volta un fotomosaico dettagliato della piana in cui si trova la nave, offrendo agli scienziati una visione molto più chiara delle dinamiche dell'affondamento. Nello stesso anno vennero scoperti dei nuovi batteri, chiamati Halomonas titanicae proprio in quanto individuati in questo luogo, che proliferano sulle lamiere del relitto e che creano delle strutture miste a ruggine chiamate rusticles.
Ancora oggi proseguono le visite, sia turistiche sia scientifiche, presso il relitto del Titanic. Il 14 aprile 2012, centesimo anniversario dell'affondamento della nave, il relitto è diventato idoneo per la protezione ai sensi della Convenzione UNESCO del 2001 sulla protezione del patrimonio culturale subacqueo. Nello stesso mese, Robert Ballard ha annunciato un piano per preservare il relitto della nave, che consiste nel dipingere, attraverso robot telecomandati, il relitto con una vernice antivegetativa per evitare che i batteri consumino le lamiere.
Il 18 giugno 2023 una spedizione della società OceanGate ha avuto un esito tragico: il piccolo sommergibile Titan, utilizzato per scopi di ricerca e turistici, è imploso in prossimità del relitto, a circa 3 800 metri di profondità, causando la morte delle cinque persone a bordo.

## Condizioni del relitto

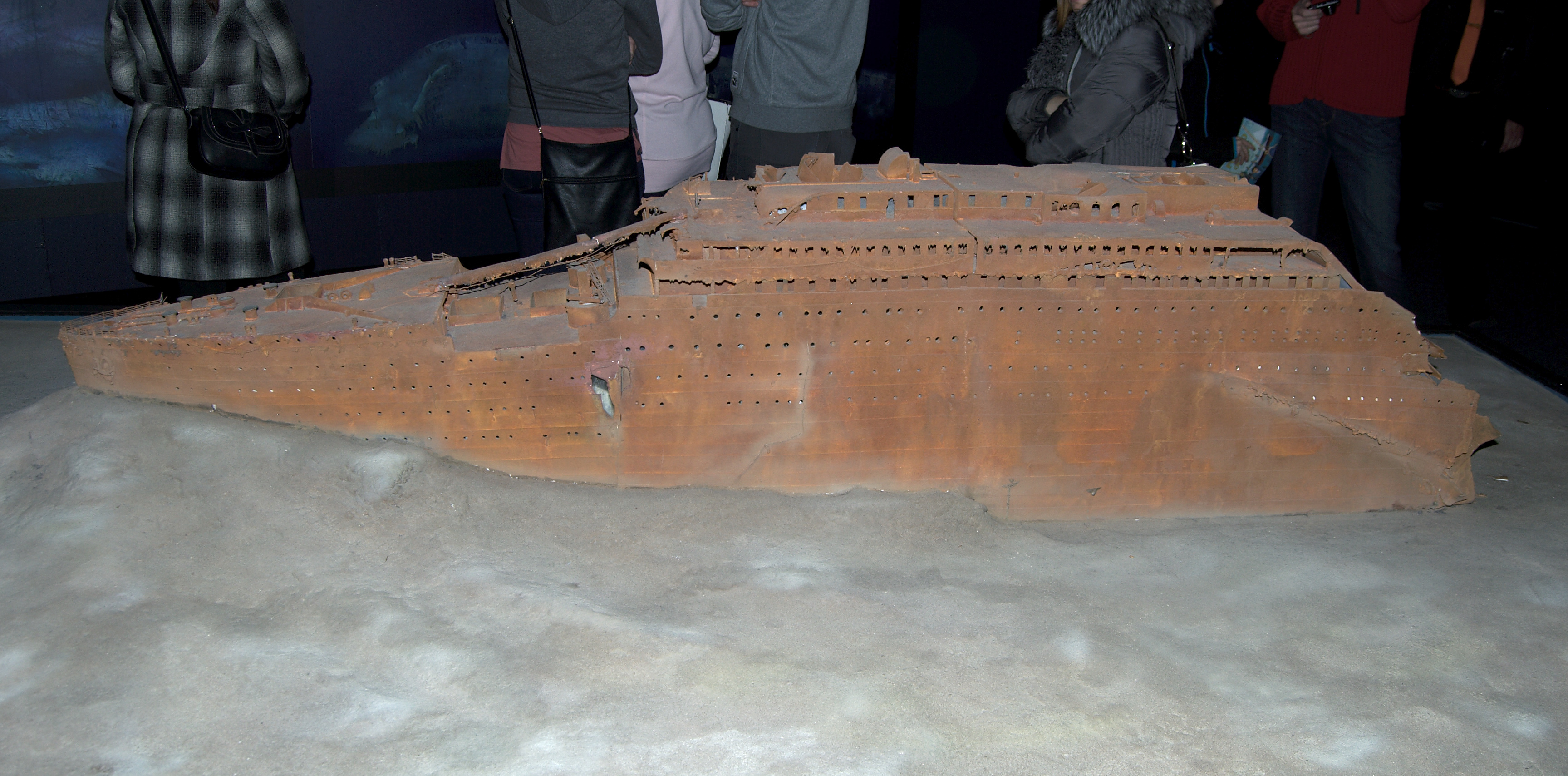
Modello del relitto della sezione di prua

Il relitto del Titanic, fin dalla sua individuazione, si è sempre presentato in condizioni di conservazione pessime. Prima della scoperta si riteneva che il freddo (l'acqua a quella profondità ha una temperatura di 4 °C), il buio, le correnti di fondo e la scarsità di ossigeno disciolto nell'acqua avrebbero preservato lo scafo dalla ruggine, ma la realtà si presentò ben differente. Vennero smentite le speculazioni degli esperti che, ad esempio, dichiararono che il relitto del Titanic sarebbe stato in condizioni migliori di quello dell'Andrea Doria, in quanto la differenza temporale di permanenza sul fondo oceanico (il Titanic affondò ben 44 anni prima dell'Andrea Doria) sarebbe stata compensata dall'assenza di micro-organismi decompositori alle elevate profondità (la tomba del Titanic è a 3810 m di profondità, mentre l'Andrea Doria giace a soli 75 m sotto il pelo dell'acqua).

### Futuro
Diversi scienziati, tra cui Robert Ballard, ritengono che le visite umane al relitto stiano accelerando il processo di degrado. Il batterio Halomonas titanicae, così chiamato in quanto scoperto in questo relitto, sta progressivamente consumando il ferro dello scafo fin dal momento del naufragio, ma a causa del danno aggiunto dai visitatori la National Oceanic and Atmospheric Administration americana stima che « [...] lo scafo e la struttura della nave potrebbe collassare sul fondale oceanico entro i prossimi 50 anni» (entro 80-100 anni secondo altre stime). Il libro di Ballard Return to Titanic, pubblicato dalla National Geographic Society, include fotografie che evidenziano il degrado del ponte superiore causato dal posarsi dei batiscafi.
Alternativamente, vi è la concreta possibilità che la fine del relitto non sia quella di essere ridotto in ruggine, bensì di essere sepolto. Nel 2012 una spedizione organizzata dalla National Geographic Society ha rilevato un imponente sistema di dune sabbiose, più elevate del relitto stesso, che stanno muovendosi lungo il fondale in direzione nord-ovest verso sud-ovest e che nel giro di un trentennio potrebbero ricoprire totalmente il relitto, creando un ambiente anaerobico e nascosto, che preserverebbe lo scafo dalla corrosione batterica ma impedirebbe di vederlo, rendendo di fatto inutile qualsiasi altra missione scientifica.

## Erosione del relitto
Una nuova spedizione della RMS Titanic inc, la società detentrice dei diritti legali sul relitto, ha mostrato gli effetti dell'erosione sui resti del transatlantico, in particolar modo della prua, che ha visto cedere la celebre ringhiera, staccandosi dalla nave per poi adagiarsi sul fondo dell'Atlantico. Dalle immagini e scansioni del 2022 essa si trovava ancora nella sua posizione, anche se iniziava a mostrare una certa debolezza strutturale.
Non solo la prua si è vista privata di uno dei suoi dettagli più caratteristici, ma la struttura inizia a sentire sempre più i segni dell'erosione e del tempo, visto che da alcune immersioni del 2019, guidate dall'esploratore Victor Vescovo, hanno mostrato che il lato di dritta degli alloggi degli ufficiali sta crollando.

## Ricostruzione dell'inabissamento

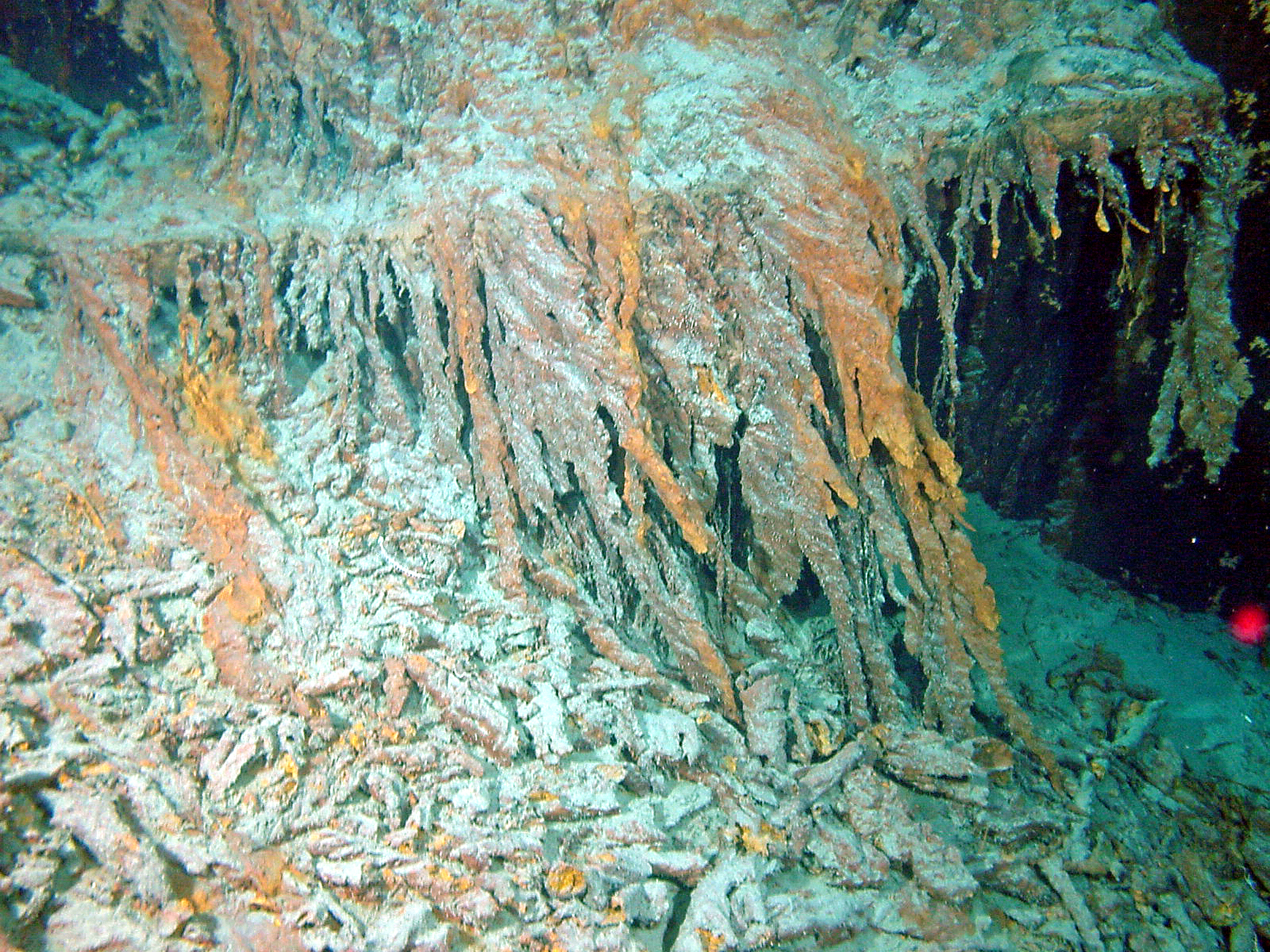
Parte del relitto del Titanic nel 2003 con rustici appesi allo scafo

Con la scoperta del relitto è stato possibile, in primo luogo, appurare che il Titanic, affondando, si era spezzato in due grandi tronconi, con la sezione di poppa che aveva toccato il fondale a 600 metri di distanza dalla prua e rivolta in direzione opposta. Le testimonianze sul fatto che la nave si fosse spezzata o meno erano state discordanti e le inchieste del 1912 avevano concluso che si era inabissata intatta. Il 2º ufficiale Charles Lightoller ed il passeggero di prima classe Archibald Gracie, ad esempio, avevano sempre sostenuto che lo scafo fosse sprofondato intatto, così come Lawrence Beesley nel suo libro The Loss of the Titanic. Secondo i disegni riportati nel libro di Ballard, è probabile che la rottura si sia verificata poco sotto il livello dell'acqua, risultando quindi non direttamente visibile. Ciò che i testimoni videro fu infatti l'improvvisa discesa del troncone di poppa sulla superficie che poi si risollevò e si inabissò verticalmente.
Si stabilì che la prua si inabissò con un angolo di discesa accentuato, arando il fondale marino e sotterrandosi per circa 18 metri. La poppa, invece, si devastò completamente a causa dell'aria contenuta al momento della sommersione che ebbe l'effetto di scardinare vaste porzioni di scafo e dei ponti. Alla devastazione contribuì anche l'elevata velocità di impatto col fondale, dato che la poppa era appesantita dalle enormi motrici alternative a vapore (le più grandi mai costruite ad uso navale) che ancora oggi si trovano imbullonate nella posizione originale. I tronconi della nave si inabissarono a gran velocità, tanto che si stima abbiano raggiunto il fondale dopo soli 5 minuti e non circa 2 ore dopo come si era calcolato in passato considerando la più lenta discesa di un relitto integro.
Per quanto riguarda i fumaioli, non ne è stata trovata quasi alcuna traccia. Il numero 1 si staccò quando la nave era ancora in superficie, mentre gli altri si ritiene possano essersi staccati a circa 300 m di profondità, a causa della pressione dell'acqua. Tutti, comunque, si sono spostati di diversi chilometri dal luogo del naufragio per effetto delle correnti marine. Attorno al relitto si trova una gran quantità di rottami, arredi, stoviglie, scarpe e altri oggetti, dispersi nel raggio di circa 2,6 km2. I corpi delle vittime e i materiali più deperibili come il legno non sono più presenti in quanto sono stati decomposti in brevissimo tempo dagli organismi marini.

## Oggetti recuperati

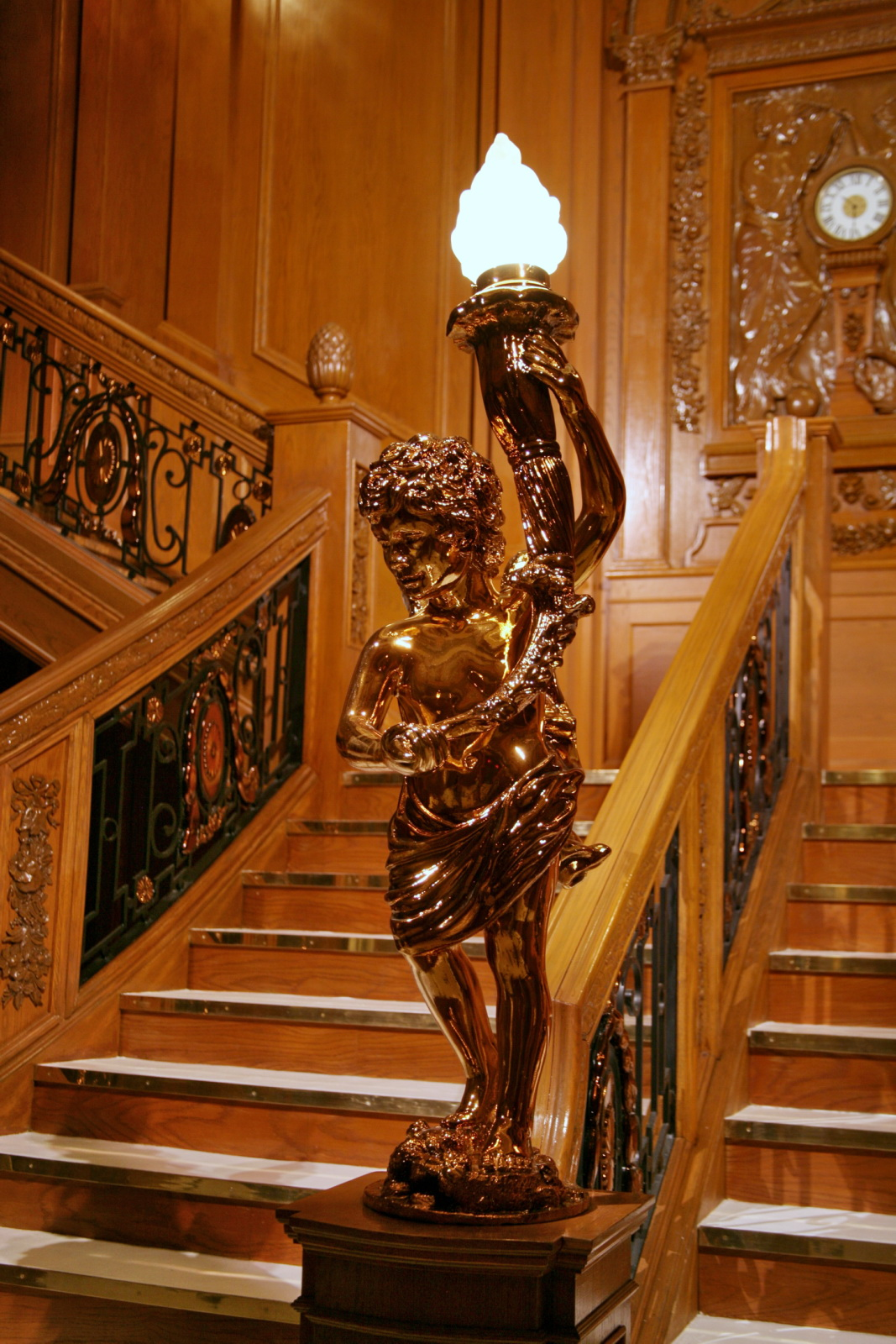
Come si doveva presentare il cherubino della grande scalinata di prima classe

A partire dal 1987 furono recuperati circa 5000 manufatti, una parte dei quali vennero portati in Francia, dove un'associazione di artigiani, ognuno specializzato in un campo diverso, li restaurò pazientemente. Per esempio, furono rimessi a nuovo alcuni trombini – ossia le sirene a vapore dei fumaioli –, la base in legno di una bussola, una statuetta di ceramica, la griglia metallica di una panchina, una valigia da uomo contenente indumenti, perfino materiale cartaceo, come spartiti musicali, lettere, ricevute bancarie, ecc. Alcuni restauratori sono però contrari al completo restauro dei reperti, ritenendo che essi siano più significativi se mantengono traccia del trauma che hanno subìto.

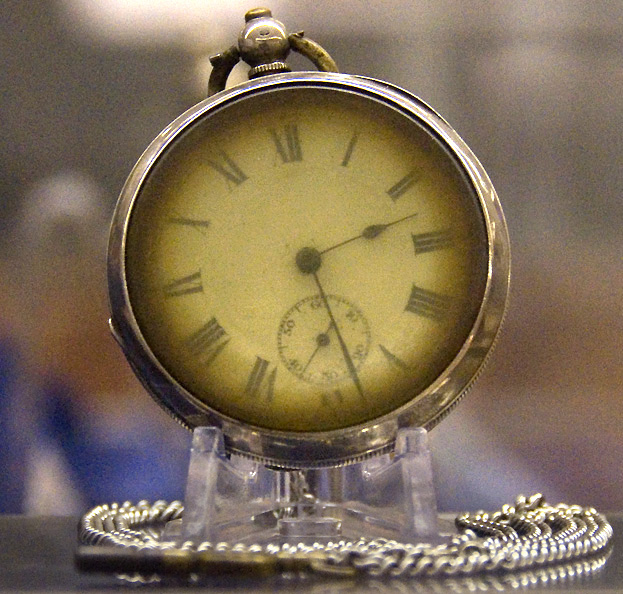
Orologio da tasca recuperato da un passeggero sconosciuto del disastro, fermo sulle 02:28, otto minuti dopo l'orario in cui il Titanic si inabissò.

Presso il Museo marittimo dell'Atlantico a Halifax sono presenti alcune sdraio rimaste intatte, recuperate in mare dalle navi da ricerca canadesi che recuperarono i corpi delle vittime pochi giorni dopo il naufragio. Vari altri musei, tra cui il National Maritime Museum a Greenwich e il SeaCity Museum a Southampton, custodiscono oggetti donati dai sopravvissuti o dai parenti delle vittime, inclusi alcuni oggetti recuperati dai cadaveri.
RMS Titanic Inc. organizza in tutto il mondo mostre di manufatti recuperati dal sito del relitto; inoltre è stata allestita una grande mostra permanente di artefatti del Titanic presso l'hotel e casinò Luxor di Las Vegas, in Nevada. 
Questa compagnia gestisce anche una mostra itinerante chiamata Titanic: The Artifact Exhibition, che è stata tenuta in varie città del mondo ed è stata visitata da oltre 20 milioni di persone. La mostra dura tipicamente da sei a nove mesi.

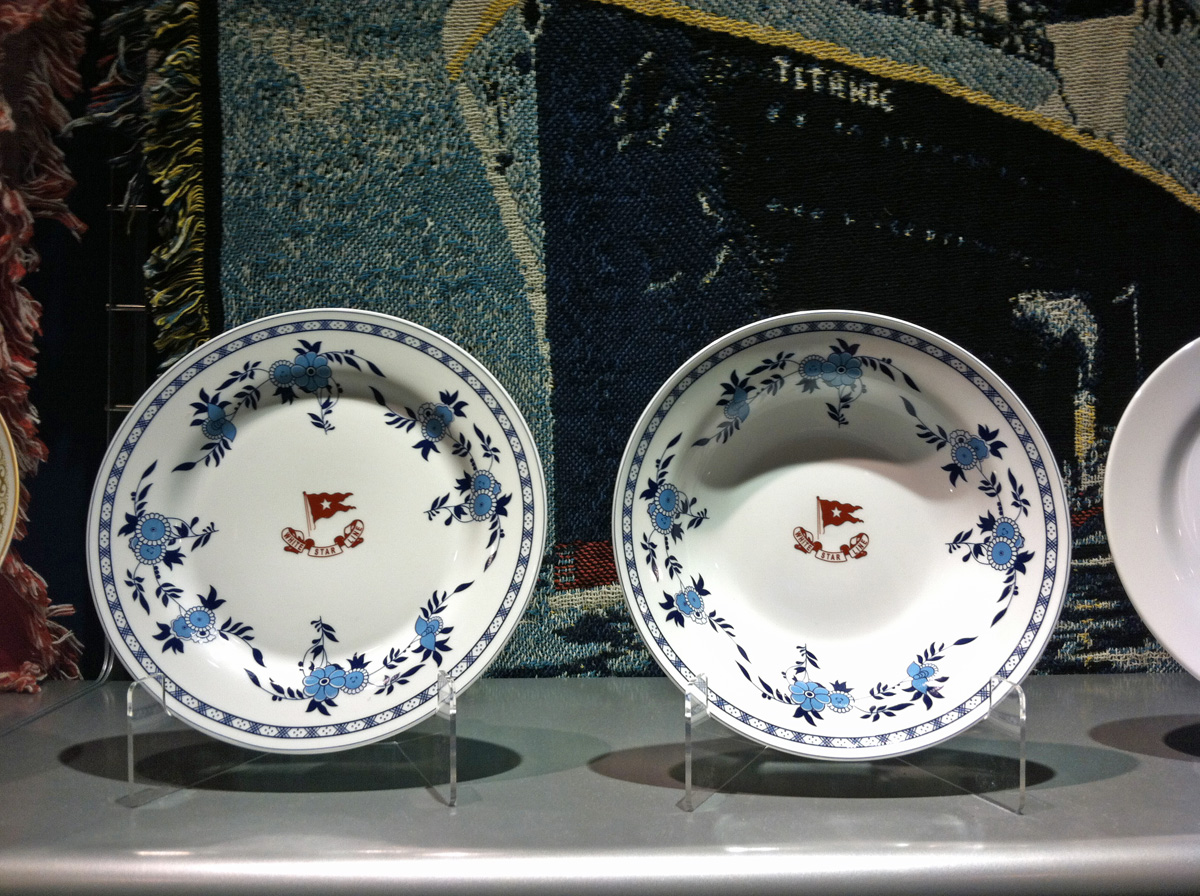
Alcuni piatti esposti in una mostra a Las Vegas

## Proprietà e contenziosi
Il 7 giugno 1994 furono assegnati alla RMS Titanic Inc. i diritti di proprietà e di recupero sul relitto da parte della Corte Distrettuale americana per il Distretto orientale della Virginia (U.S. District Court for the Eastern District of Virginia) di Richmond. RMS Titanic Inc., società affiliata della Premier Exhibitions Inc., e i suoi predecessori avevano condotto sette spedizioni al relitto tra il 1987 e il 2004 ed erano stati recuperati circa 5500 oggetti. L'artefatto più grande, recuperato nel 1998, fu una sezione dello scafo di 17 tonnellate.
Molti di questi artefatti sono parte di esposizioni itineranti, organizzate dalla RMS Titanic Inc. in musei in tutto il mondo. Nel 1987 durante 32 immersioni, una spedizione mista franco-americana che includeva il predecessore della società RMS Titanic Inc., recuperò approssimativamente 1800 artefatti, che furono portati in Francia per il loro restauro e la conservazione. Nel 1993 un amministratore francese dell'Ufficio per gli Affari Marittimi del Ministero per Equipaggiamento, Trasporto e Turismo assegnò al predecessore della RMS Titanic Inc. il titolo per gli artefatti recuperati nel 1987. In una mozione del 12 febbraio 2004, RMS Titanic Inc. chiese che la Corte distrettuale le assegnasse « [...] titolo per tutti gli artefatti (inclusi porzioni dello scafo) soggetti della presente azione, sulla base della normativa marittima sulle cose ritrovate» oppure, in alternativa, un compenso per il loro recupero nell'ammontare di 225 milioni di dollari. RMS Titanic Inc. escludeva dalla mozione la richiesta di un compenso per gli artefatti del 1987, però richiedeva che la Corte distrettuale dichiarasse che, basato sull'azione amministrativa francese « [...] gli artefatti recuperati durante la spedizione del 1987 fossero indipendentemente di proprietà di RMS Titanic Inc.»
A seguito di un'udienza, la Corte Distrettuale rifiutò in data 2 luglio 2004 di riconoscere la decisione del 1993 dell'amministratore francese e rigettò la richiesta di RMS Titanic Inc. dell'assegnamento di titolo per gli artefatti recuperati a partire dal 1993 e di applicare la norma marittima sul ritrovamento di cose perdute. La RMS Titanic Incorporated ricorse alla Corte d'appello degli Stati Uniti d'America; nella sua decisione del 31 gennaio 2006, la corte ha riconosciuto espressamente « [...] che sia appropriato applicare la normativa sul salvataggio marittimo su relitti come quello del Titanic» e ha negato l'applicazione della normativa marittima sul ritrovamento di cose perdute. La Corte ha però deciso anche che la Corte Distrettuale « [...] non aveva giurisdizione sugli "artefatti del 1987" e ha quindi annullato questa parte della decisione» della Corte del 2 luglio 2004. In altre parole, secondo questa decisione, RMS Titanic Inc. ha titolo per gli artefatti assegnatigli nella decisione francese (precedentemente valutati a 16,5 milioni di dollari) e continua ad essere in possesso del relitto del Titanic. La Corte d'appello ha rinviato alla Corte distrettuale il compito di determinare il compenso di salvataggio (225 milioni di dollari richiesti da RMS Titanic Inc.).
Nel luglio 2019, durante una spedizione, un sottomarino Triton DSV Limiting Factor (Triton 3600 secondo altre fonti) noleggiato dalla Eyos Expeditions, con a bordo scienziati della Newcastle University, perse il controllo ed urtò accidentalmente la murata di dritta del Titanic. L'incidente rimase nascosto per mesi ed emerse solo durante la battaglia legale in corso che deciderà il futuro di ciò che resta della nave.